# Westview Ferry Terminal
Das Westview Ferry Terminal ist ein Fährhafen in der kanadischen Provinz British Columbia. Er liegt an der Malaspina Straße, einem Teilabschnitt der Straße von Georgia, im Westen der Stadt Powell River im qathet Regional District. Der Tidenhub beträgt hier im Regelfall zwischen 1 und 5 Meter. Straßenverkehrstechnisch ist der Fährhafen über eine kurze Verbindungsstraße an den Highway 101 angebunden.
BC Ferries (ausgeschrieben British Columbia Ferry Services Inc.), als der Hauptbetreiber der Fährverbindungen an der Westküste von British Columbia, betreibt von hier aus verschiedene Routen.

## Routen
Von hier werden folgende Ziele angelaufen:
- nach Comox via Little River
- nach Texada Island (Blubber Bay)

## Verkehrsanbindung
Das Fährterminal ist an den öffentlichen Personennahverkehr und damit an die Stadt durch das „Powell River Regional Transit System“ angebunden, welches von BC Transit in Kooperation betrieben wird.